# Kaufungen
Kaufungen ist eine mittelgroße Gemeinde im nordhessischen Landkreis Kassel.

## Geographie
Kaufungen liegt östlich von Kassel im Tal der Losse und ist umgeben vom Kaufunger Wald und der Söhre. Es gehört zum Geo-Naturpark Frau-Holle-Land.

### Nachbargemeinden
Kaufungen grenzt im Norden an die Gemeinden Niestetal und Nieste (beide im Landkreis Kassel), im Osten an das gemeindefreie Gebiet Gutsbezirk Kaufunger Wald (im Werra-Meißner-Kreis), im Südosten an die Gemeinde Helsa, im Süden an die Gemeinde Söhrewald, im Südwesten an die Gemeinde Lohfelden (alle im Landkreis Kassel) sowie im Nordwesten an die kreisfreie Stadt Kassel.

### Gliederung
- Niederkaufungen mit Wohngebiet Papierfabrik. Papierfabrik war politisch der ehemals selbständigen Gemeinde Niederkaufungen zugehörig und im Wesentlichen industriell besiedelt. Neben der Industrie befanden sich dort nur einige Behelfswohnhäuser. Erst im Verlaufe der letzten 30 bis 40 Jahre hat sich Papierfabrik zu einem eigenen Wohngebiet mit zahlreichen Neubauten entwickelt.
- Oberkaufungen

## Geschichte

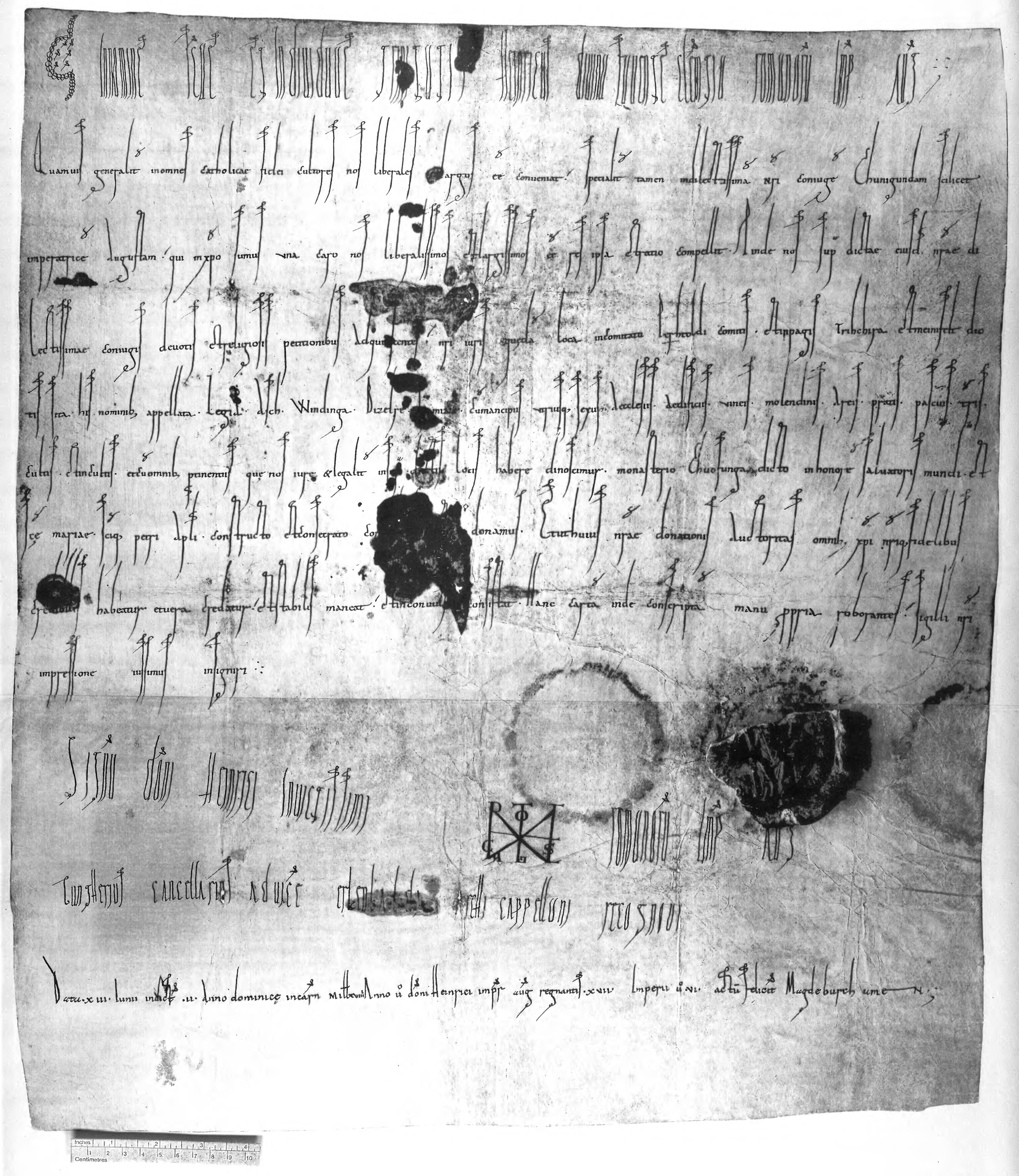
Kaiserurkunde für Kloster Kaufungen

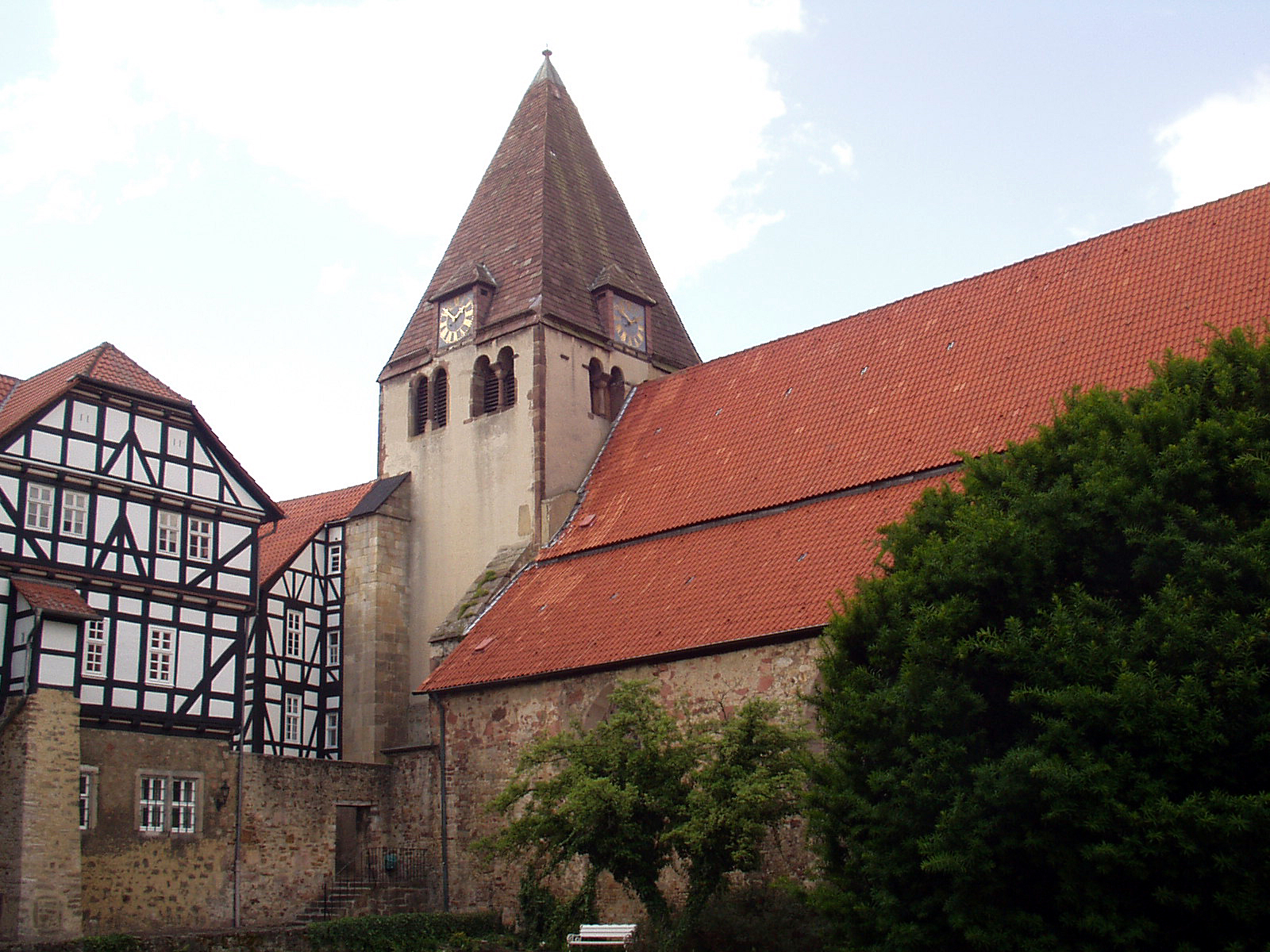
Stiftskirche Kaufungen mit Nebengebäude

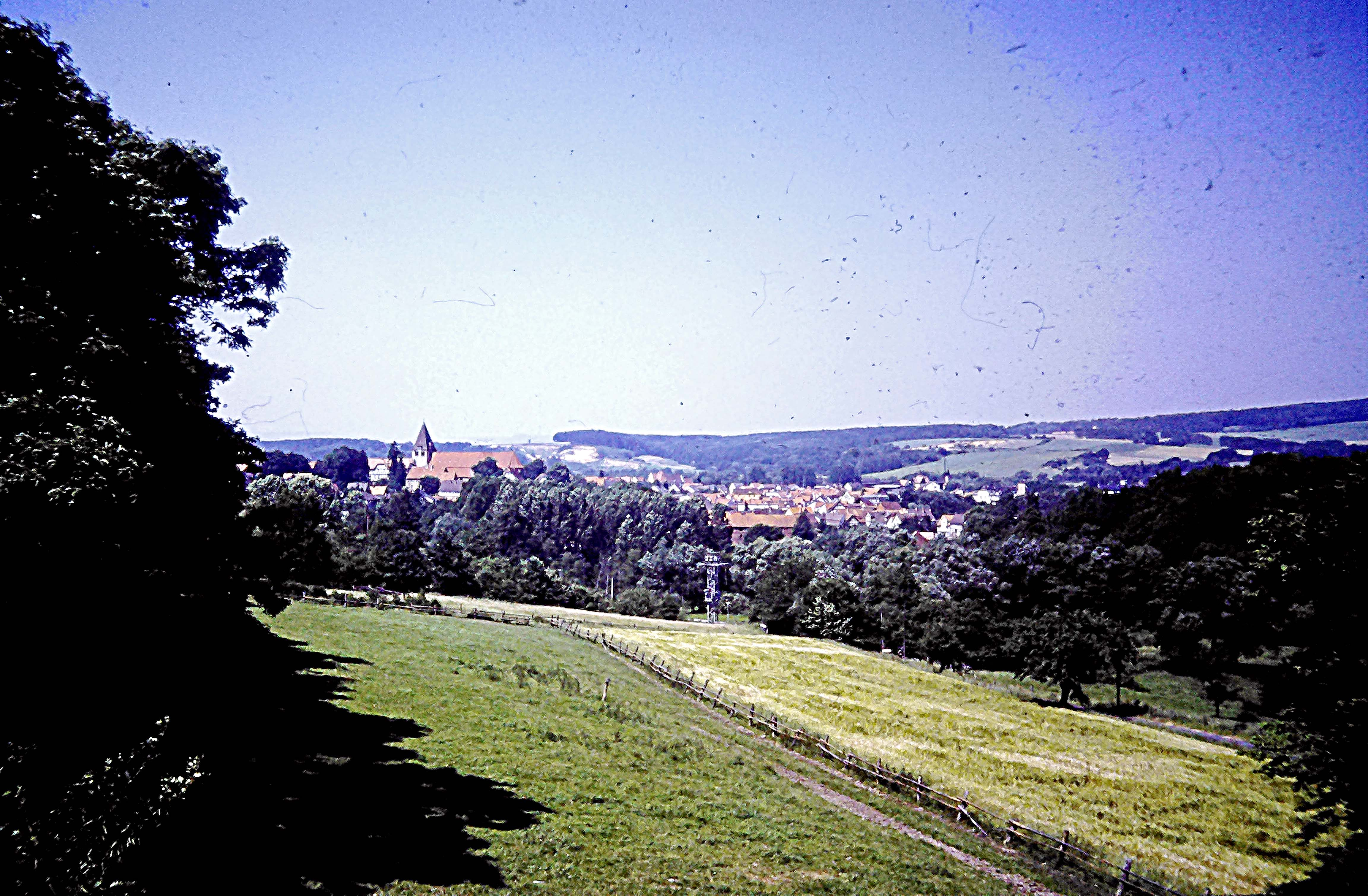
Oberkaufungen (1985)

Erstmals urkundlich erwähnt wurde „Coufunga“ im Jahr 1011 als Ausstellungsort einer Urkunde von König Heinrich II. Kaufungen war vor dieser Zeit vermutlich ein Verwaltungsort für den kaiserlichen Forst (Kaufunger Wald), der zur curtis Kassel gehörte. Als Heinrich II. im Jahre 1008 den Königshof Kassel seiner Frau Kunigunde als Wittum schenkte, verlegte sie den Königshof zwischen 1008 und 1011 nach Kaufungen. Dabei wurden vermutlich die schon existierenden Verwaltungsgebäude zu einem Königssitz ausgebaut. In dieser Zeit wurde auch die Kapelle Sankt Georg gebaut, die bereits eine Königsempore hatte.
Im Jahr 1017 erfolgte die Umwandlung des Königshofes in ein Benediktinerinnenkloster, dem zwei Jahre später die Dörfer Nieder- und Oberkaufungen geschenkt wurden. Am 13. Juli 1025 wurde die Kirche zum Heiligen Kreuz, die heutige Stiftskirche in Oberkaufungen, eingeweiht.
Vier Jahrhunderte später, um 1430, entstanden erste Glashütten im Kaufunger Wald. Im Jahr 1527 wurde das Kloster aufgelöst, 1532 mit dem ebenfalls aufgelösten Kanonissenstift Wetter zum „Stift Kaufungen und Wetter“ vereinigt und an die Althessische Ritterschaft übergeben. 1555 erfolgte die Belehnung von 12 Gewerken mit dem Recht zum Abbau von Alaun – einem schwefelhaltigen Mineral, das für die Gerberei, Färberei, Papierherstellung und Medizin wichtig war – in der Umgebung von Kaufungen; das kleine Werk wurde 1714 wieder eingestellt. Kaufungen wurde außerdem zum Zentrum der innerhessischen Kupferverarbeitung mit Handelsbeziehungen nach Skandinavien und Belgien im Jahr 1580.
Während der Zeit des Napoleonischen Königreichs Westphalen (1807–1813) war Oberkaufungen Verwaltungssitz des Kantons Kaufungen.
Im Jahr 1839 kam der Ortsteil Papierfabrik zu seinem Namen: Es erfolgte die Anlage einer Papierfabrik in Niederkaufungen. Der Anschluss an das Eisenbahnnetz Kassel-Waldkappel wurde 1879/80 verwirklicht.
Die Lungenheilstätte wurde durch den Vaterländischen Frauenverein vom Roten Kreuz im Jahr 1900 eröffnet. Heute ist es eine Fachklinik für Geriatrie mit Tagesklinik und ein Altenheim, gelegen im schönen Kaufunger Wald. Das Lossetal-Stadion wurde 1954 für den Sportbetrieb freigegeben.
Der freiwillige Zusammenschluss der Gemeinden Oberkaufungen und Niederkaufungen zur Großgemeinde Kaufungen erfolgte im Zuge der Gebietsreform in Hessen am 1. Dezember 1970. Ein entscheidender Schritt für die Verbesserung der Lebensqualität war 1970 die Umwandlung des ehemaligen Braunkohlentagebaugebietes in den Freizeit- und Erholungspark Steinertsee. 1977 wurde das Bergwerksmuseum Rossgang eröffnet und 1986 das Regionalmuseum Alte Schule. Nachdem der Personenverkehr auf der Bahnstrecke Kassel–Waldkappel 1985 eingestellt wurde, wird die Strecke heute wieder genutzt, nachdem die Gemeinde 1998 an das Straßenbahnnetz der Stadt Kassel angeschlossen wurde. Bis zum Jahr 2006 wurde auf dieser Bahnstrecke außerdem die RegioTram betrieben.

## Politik

### Gemeindevertretung
Die Kommunalwahl am 14. März 2021 lieferte folgendes Ergebnis, in Vergleich gesetzt zu früheren Kommunalwahlen:
| Gemeindevertretung – Kommunalwahlen 2021 | Gemeindevertretung – Kommunalwahlen 2021                                          |
| --- | --------------------------------------------------------------------------------- |
| Stimmenanteil in %Wahlbeteiligung 50,4 % 50403020100 34,3 (−11,7)22,1 (−1,3)18,2 (+5,5)13,5 (+6,4)11,8 (+1,0) SPDCDUKWGcGrüneGLLKe20162021Anmerkungen:c Kaufunger Wählergemeinschafte Grüne Linke Liste Kaufungen | SitzverteilungInsgesamt 37 Sitze - SPD: 13 - GLLK: 4 - Grüne: 5 - KWG: 7 - CDU: 8 |

| Parteien und Wählergemeinschaften | Parteien und Wählergemeinschaften           | % 2021 | Sitze 2021 | % 2016 | Sitze 2016 | % 2011 | Sitze 2011 | % 2006 | Sitze 2006 | % 2001 | Sitze 2001 |
| --------------------------------- | ------------------------------------------- | ------ | ---------- | ------ | ---------- | ------ | ---------- | ------ | ---------- | ------ | ---------- |
| SPD                               | Sozialdemokratische Partei Deutschlands     | 34,3   | 13         | 46,0   | 17         | 36,8   | 14         | 49,5   | 18         | 51,5   | 19         |
| CDU                               | Christlich Demokratische Union Deutschlands | 22,1   | 8          | 23,4   | 9          | 35,8   | 13         | 29,2   | 11         | 28,1   | 10         |
| KWG                               | Kaufunger Wählergemeinschaft                | 18,2   | 7          | 12,7   | 5          | 5,6    | 2          | —      | —          | —      | —          |
| Grüne                             | Bündnis 90/Die Grünen                       | 13,5   | 5          | 7,1    | 2          | 13,3   | 5          | —      | —          | —      | —          |
| GLLK                              | Grüne Linke Liste Kaufungen                 | 11,8   | 4          | 10,8   | 4          | 8,4    | 3          | 18,0   | 7          | 16,0   | 6          |
| FDP                               | Freie Demokratische Partei                  | —      | —          | —      | —          | —      | —          | 3,4    | 1          | 4,4    | 2          |
| Gesamt                            | Gesamt                                      | 100,0  | 37         | 100,0  | 37         | 100,0  | 37         | 100,0  | 37         | 100,0  | 37         |
| Wahlbeteiligung in %              | Wahlbeteiligung in %                        | 50,4   | 50,4       | 55,9   | 55,9       | 51,0   | 51,0       | 45,3   | 45,3       | 54,6   | 54,6       |

### Bürgermeister
Nach der hessischen Kommunalverfassung wird der Bürgermeister für eine sechsjährige Amtszeit gewählt, seit dem Jahr 1993 in einer Direktwahl, und ist Vorsitzender des Gemeindevorstands, dem in der Gemeinde Kaufungen neben dem Bürgermeister ehrenamtlich ein Erster Beigeordneter und acht weitere Beigeordnete angehören. Bürgermeister ist seit dem 1. Juli 2010 Arnim Roß (SPD). Er setzte sich am 28. Februar 2010 im ersten Wahlgang gegen Amtsinhaber Peter Klein, der sich um eine zweite Amtszeit beworben hatte, bei 55,3 Prozent Wahlbeteiligung mit 53,4 Prozent der Stimmen durch. Es folgten zwei Wiederwahlen, zuletzt ohne Gegenkandidaten im Januar 2022.
Amtszeiten der Bürgermeister
- 2010–2028 Arnim Roß (SPD)[11]
- 2004–2010 Peter Klein[12]
- 1992–2004 Günter Burghardt (SPD)
- 1970–1992 Gerhard Iske (SPD) (zuvor seit 1966 Bürgermeister der Gemeinde Niederkaufungen)[15]

### Städtepartnerschaften
- Ale Kommun (Schweden), seit 1992
- Bertinoro (Italien), seit 1997
- Budeşti (Republik Moldau), seit 2003

### Wappen
| Wappen von Kaufungen | Blasonierung: „Auf Blau eine romanische, silberne Arkadengruppe mit Brüstung über grünem Schildfuß.“ |
| Wappen von Kaufungen | Wappenbegründung: Die romanischen Arkaden entstammen der Westempore der Stiftskirche Kaufungen Zum Heiligen Kreuz, die dort in hervorragend architektonischer Gestaltung die Kirche zieren und zentraler Teil des Wappens wurden. Die Farbe Grün bezieht sich auf die Ortslage mitten im Kaufunger Wald, die Farbe Blau auf die Lage an der Losse bzw. auf den blauen Himmel über Ort und Kaufunger Wald. Das Wappen wurde von dem Bad Nauheimer Heraldiker Heinz Ritt gestaltet und am 23. Januar 1973 durch das Hessische Ministerium des Innern genehmigt. |

### Flagge
Die Flagge wurde der Gemeinde am 13. Dezember 1973 durch das Hessische Ministerium des Innern genehmigt und wird wie folgt beschrieben:
„Die Flagge zeigt in einer breiten weißen Mittelbahn, die mit zwei schmalen blauen Seitenstreifen eingefasst ist, in der oberen Hälfte das Wappen der Gemeinde Kaufungen.“

## Kultur und Sehenswürdigkeiten

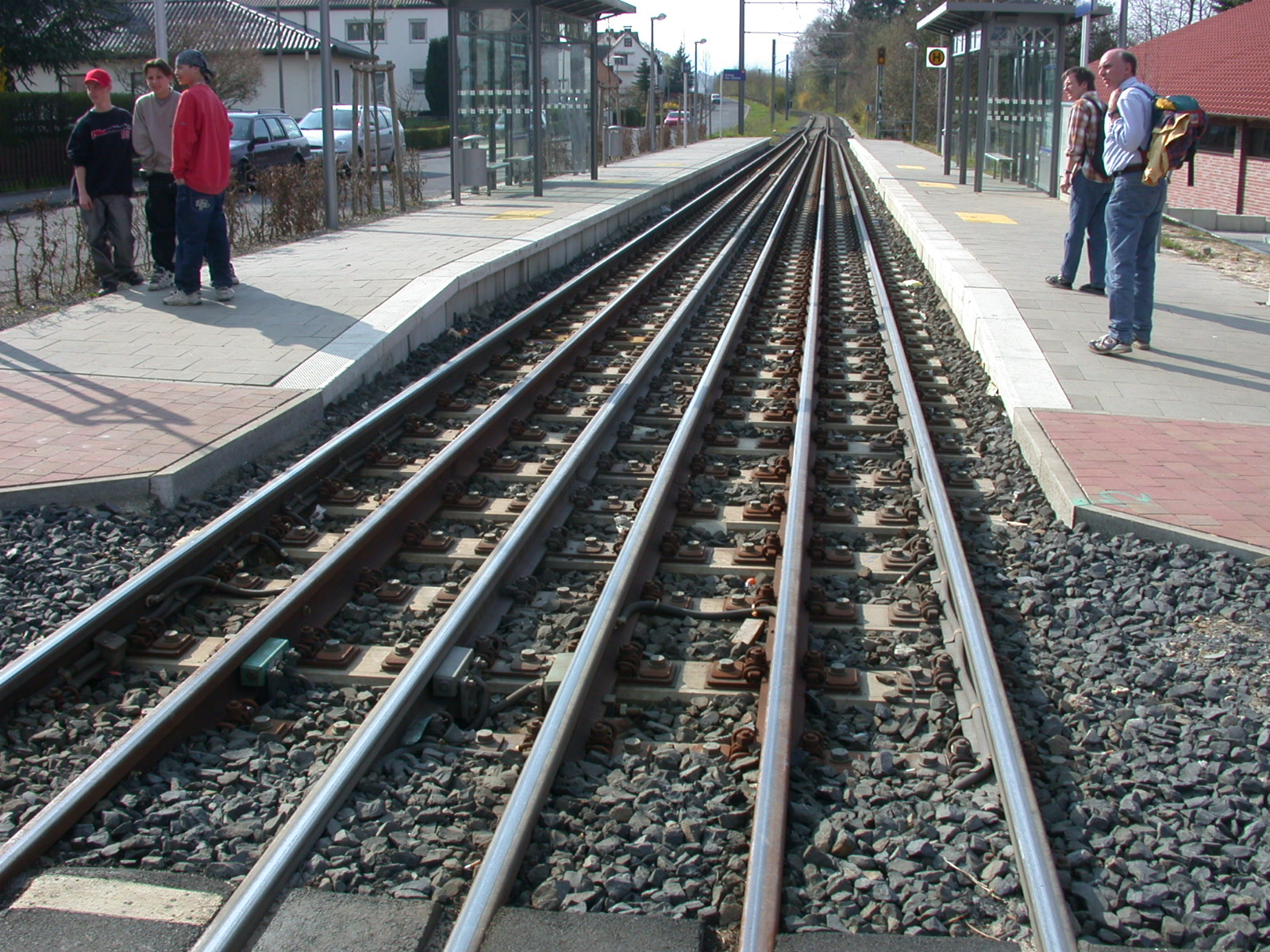
Sechsschienengleis in der Haltestelle Niederkaufungen Mitte der RegioTram Kassel

- Die Stiftskirche Oberkaufungen ist das bedeutendste spät-ottonische Bauwerk im nördlichen Hessen. Sie wurde im Auftrag von Kaiserin Kunigunde erbaut und am 13. Juli 1025, ein Jahr nach dem Tode ihres Gemahles, Kaiser Heinrich II., geweiht. Am gleichen Tag trat Kunigunde als Nonne in das 1017 von ihr gestiftete Benediktinerinnenkloster Kaufungen ein.
- Bergwerksmuseum Rossgang:[18] Hierbei handelt es sich um eine alte Schachtanlage des früheren Braunkohlebergwerks Freudenthal mit Pferdegöpel. Es ist von großer kulturhistorischer Bedeutung, da es nur noch wenige dieser Bergwerksgebäude im deutschen Sprachraum gibt.
- Für Freunde eisenbahntechnischer Raritäten ist das Sechsschienengleis in der Haltestelle Niederkaufungen Mitte ein besonderer Anziehungspunkt.
- Regionalmuseum „Alte Schule“
- Hessisches Ziegeleimuseum Oberkaufungen[19]
- SinnesGänge in der Ziegelei Oberkaufungen
- Kaufungen liegt an der Deutschen Märchenstraße, die von Hanau nach Bremen führt.

### Kommune Niederkaufungen
Im Ortsteil Niederkaufungen siedelte sich 1986 die damals größte und inzwischen älteste politische Kommune Deutschlands an. Dort leben und arbeiten auf einem rund 10.000 Quadratmeter großen Areal um einen ehemaligen Bauernhof etwa 80 Menschen. Die Gemeinsame Ökonomie ist ein wichtiger und zentraler Grundsatz. Alle Vermögen und Einkünfte der Bewohner – auch Gehälter, Erbsummen oder Geschenke – fließen in das gemeinsame Vermögen ein, eine zusätzliche Altersvorsorge wird ebenfalls gemeinsam bestritten. Wer die Gemeinschaft verlässt, bekommt eine zuvor ausgehandelte Summe, die in der Regel zwischen fünf- und zehntausend Euro beträgt und im Laufe der Wohnzeit angepasst werden kann. Weitere Grundsätze sind das linke Politikverständnis, das Konsensprinzip sowie der Abbau kleinfamiliärer und geschlechtsspezifischer Machtstrukturen.
Die meisten Bewohner arbeiten in einem der eigenen Betriebe, etwa einer Kindertagesstätte, einem Gemüsebaukollektiv, einem Aussiedlerhof für Milchwirtschaft, einer Schreinerei und Schlosserei, einer Tagespflegeeinrichtung für demente Menschen, einem Bio-Partyservice sowie einem Tagungshaus.

### Sport

#### Leichtathletik
In Kaufungen ist mit der LG Kaufungen ein im Schüler- und Jugendbereich hessenweit erfolgreicher Leichtathletikverein ansässig. International erfolgreich ist die Hochspringerin Ariane Friedrich, die inzwischen für die LG Eintracht Frankfurt startet. Der Verein richtet seit Anfang der 1970er Jahre jährlich zwei regional bekannte Volksläufe aus, den Kaufunger Silvesterlauf und den Kaufunger Volkslauf. Beim größeren Lauf der beiden, dem Kaufunger Silvesterlauf, liegt die Starterzahl bei über 1000.

#### Inlinehockey
Die Kaufungen Sharks sind eine Sparte des SV Kaufungen 07 und dreifacher Deutscher Inlinehockey-Meister (2005, 2006, 2007) in der IHD-Inlinehockey-Bundesliga. Nachdem sich in der Gemeinde keine Mehrheit für die Sanierung der Spielstätte gefunden hatte, wurde der Spielbetrieb eingestellt und mit den Pinguinen Baunatal eine Spielgemeinschaft gegründet. Weiterhin gibt es die Kaufungen Hornets.

## Wirtschaft und Infrastruktur

### Wirtschaftsstruktur
Im Industriegebiet Papierfabrik befindet sich das Bundeseigene Lager, das Zentrallager des Heers.

### Bildung
Die Gemeinde Kaufungen verfügt zurzeit über sechs Kindertagesstätten mit Ganztagesbetreuung, zwei Grundschulen und eine Integrierte Gesamtschule. Weiterführende Schulen stehen in Kassel zur Verfügung.

## Persönlichkeiten
- Adelheid von Ziegenhain († 1388), 1378 bis 1384 Äbtissin des Frauenstifts Kaufungen
- Agnes von Anhalt († 1504), 1485 bis 1504 Äbtissin des Frauenstifts Kaufungen
- Alfradis von der Borch († 1534), 1512 bis 1527 Äbtissin des Klosters Kaufungen
- Anna von der Borch († 1512), 1509 bis 1512 Äbtissin des Klosters Kaufungen
- Bertha von Sayn († 1442), 1399 bis 1442 Äbtissin des Frauenstifts Kaufungen
- Bertrada von Rosdorf († nach 1279), etwa 1268 bis 1279 Äbtissin des Klosters Kaufungen
- Elisabeth von Plesse († 1527), 1504 bis 1509 Äbtissin des Kanonissenstifts Kaufungen
- Elisabeth von Waldeck († 1495), 1442 bis 1495 Äbtissin des Frauenstifts Kaufungen
- Heinz Eggebrecht (1916–1994), geb. in Oberkaufungen, Oberst und Bezirksverwaltungsleiter des Ministeriums für Staatssicherheit
- Horst Meier (* 1954), in Oberkaufungen geborener Jurist und Autor
- Jutta von Katzenelnbogen († 1378), 1333 bis 1378 Äbtissin des Frauenstifts Kaufungen
- Margarethe von Stein († 1399), 1385 bis 1399 Äbtissin des Frauenstifts Kaufungen
- Martina Müller (* 1980), Fußballspielerin, spielte in ihrer Jugend bei der SG Kaufungen
- Oda († 1035), 1018 bis 1035 erste Äbtissin des Klosters Kaufungen
- Peter-Matthias Gaede (* 1951), Journalist, wuchs in Niederkaufungen auf
- Carina Schnell (* 1991), Schriftstellerin und Übersetzerin